# Намасу
Намасу (яп. 膾) — японська страва з тонко нарізаних (нама) овочів та морепродуктів, маринованих у рисовому оцті (су) протягом кількох годин, як наслідок, продукти є злегка квашені. Намасу було пренесено до Японії з Китаю протягом періоду Нара (710—794).

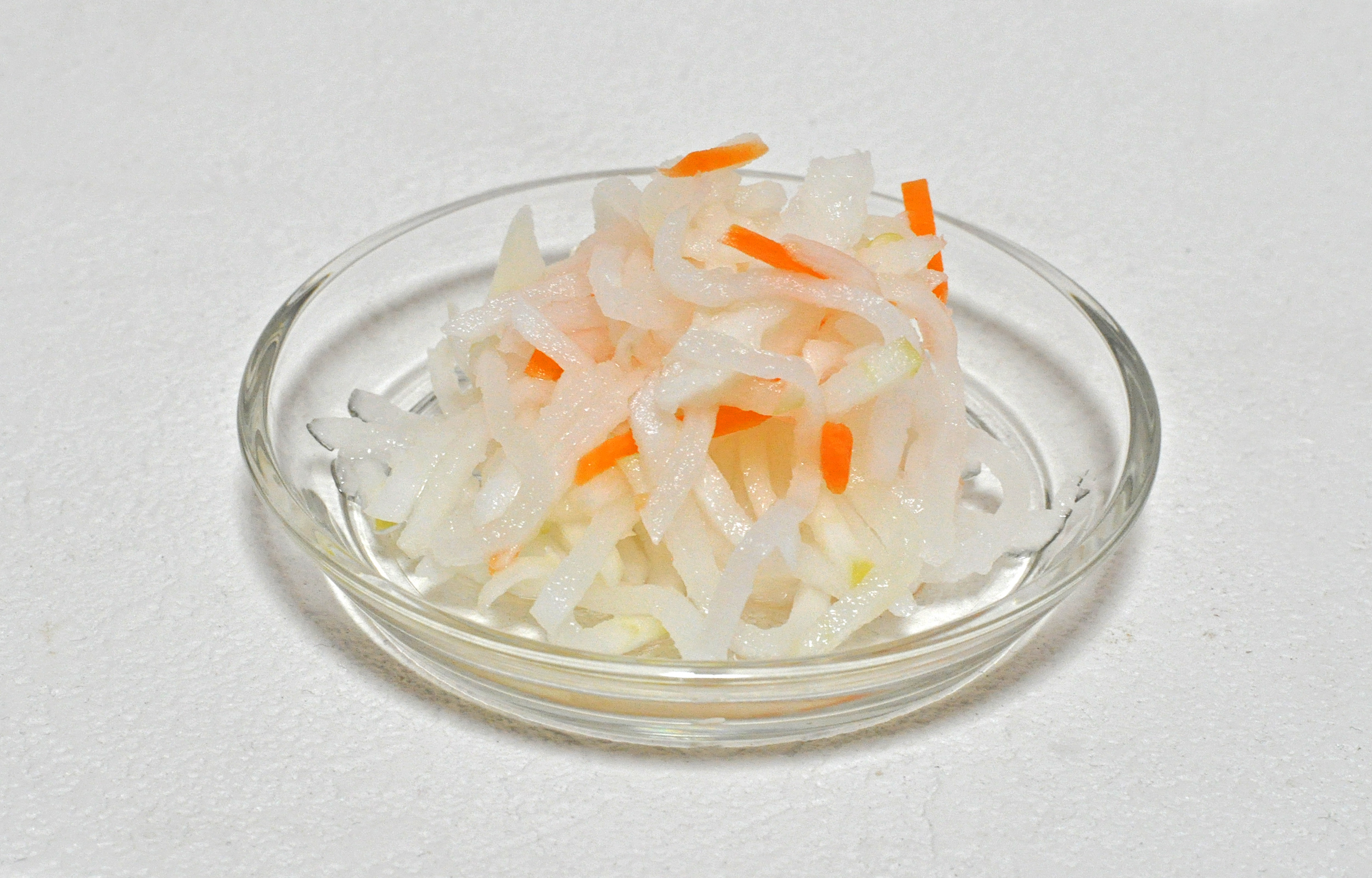
Когаку намасу

Намасу також можна називати намасу-кірі (кірі означає «нарізаний»).
Мало не найпопулярнішим намасу є когаку намасу(яп. 紅白なます), де когаку значить «червоне і біле», з моркви та редьки дайкон. Червоний і білий вважаються святковими кольорами у Японії і часто використовуються у традиційних церемоніях. Тому, когаку намасу вважається їжею для Нового року (Осечі-ріорі). Зазвичай подається з цедрою юзу.
Намасу подібний до су-но-моно, японських страв на основі оцту.